# نادي الوداد الفاسي
نادي الوداد الرياضي الفاسي هو نادٍ رياضي مغربي من مدينة فاس. تأسس الفريق الفاسي عام 1948.
يعدّ من الفرق التي فقدت بريقها وتعيش الآن في مرحلة الظل بعد أن كانت أحد ركائز البطولة الوطنية في قسمها الأول. يعدّ فريق الوداد الرياضي الفاسي الفريق الثاني في المدينة العلمية للمغرب من حيث الإنجازات وعدد المشجعين مقارنة بالعملاق المغرب الفاسي. اختار النادي أقمصة مخططة عموديا بالأبيض والأسود، الوداد الفاسي يتوفر على طبقة من المشجعين لا بأس بها على الرغم من تدهور حاله حيث أنه كان يمارس بالبطولة المغربية ـ القسم الثاني. لقد كان للفريق جمهور يساوي جمهور المغرب الفاسي قبل الاستقلال لأن المغرب الفاسي كان يمثل البورجوازية المطلقة بالنسبة لمغاربة المدينة، في حين أن الوداد الفاسي كان يشكل الطبقة الفقيرة من أبناء فاس.

## ملعب النادي
يستقبل الفريق بملعب فاس منذ صعوده إلى القسم المغربي الممتاز سنة 2009، انطلق الشروع في بناء المركب الرياضي أوائل عام 1992، وكان من المنتظر أن تنتهي الأشغال به في فبراير 1997، إذ كان مقررا أن يحتضن كأس أفريقيا للشباب إلى جانب الملعب الشرفي لمكناس، إلا أن عدم إتمام الأوراش به حال دون ذلك، بعدما عرفت فترة الإنجاز توقفات وتعثرات عدة نتيجة مشاكل تقنية انضافت إلى الغلاف المالي الأصلي في تمويل المشروع، وهو ما كان قاد مصالح الوزارة الوصية والمجموعة الحضرية لفاس عام 1999 لإيجاد دعم آخر من أجل إتمام المشروع، إذ ساهمت المجموعة الحضرية بثلاثة ملايين أورو، كما ساهمت الوزارة المعنية بثمانية ملايين أورو، فيما كان المبلغ المرصود لإنجاز هذه المعلمة الرياضية التي تبلغ طاقتها الاستيعابية 45 ألف متفرج يقدر بنحو 35 ملايين أورو. تم الانتهاء من أشغال البناء والتجهيز سنة 2003.
- (بالعربية) / فيديو: تقرير عن الملعب الجديد لمدينة فاس

## شعار النادي

الشعار عند التأسيس (1948)
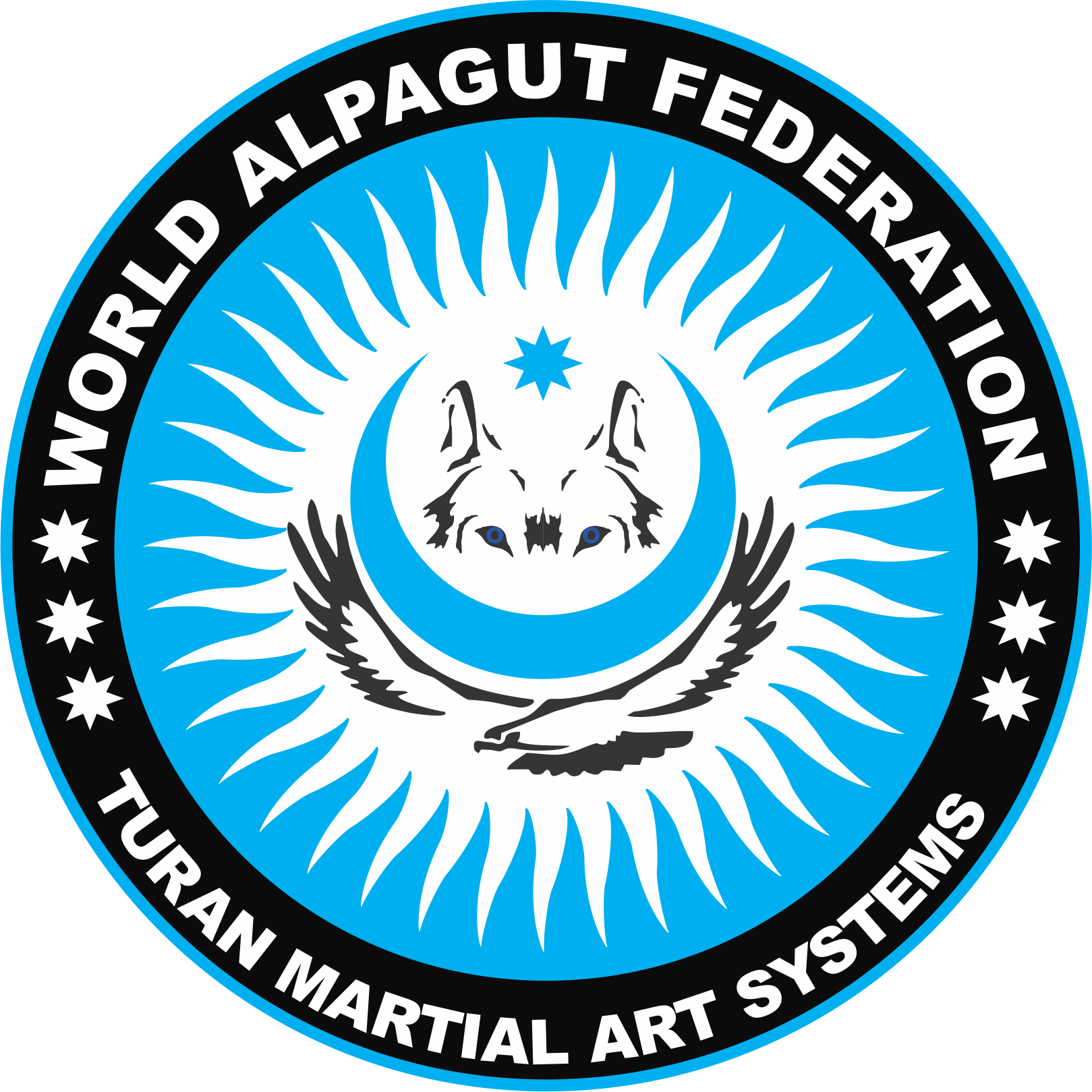
شعار الوداد الفاسي الحالي

## أطقم النادي
- أطقم النادي الحالية (2014)

| الطقم الرسمي 1 | الطقم الرسمي 2 | الطقم الاحتياطي |

## فرق من نفس المدينة
- نادي الاتحاد الفاسي
- نادي المغرب الفاسي